# Wanesa
Wanesa, Wanessa – żeńskie imię pochodzenia literackiego, stworzone przez irlandzkiego pisarza Jonathana Swifta od pierwszych sylab imienia i nazwiska jego przyjaciółki Esther Vanhomrigh. Nie ma męskiego odpowiednika. W Polsce imię zostało nadane po raz pierwszy w latach 60. XX wieku.
W styczniu 2024 w rejestrze PESEL było 1207 kobiet o imieniu Wanesa nadanym jako imię pierwsze i 404 kobiety o imieniu Wanesa nadanym jako imię drugie. Dla porównania, najczęstsze imię żeńskie – Anna – nosiło wtedy 1 072 616 Polek.
W innych językach:
- angielskim – Vanessa
- węgierskim – Vanessza
- włoskim – Vanozza.

Wanesa imieniny obchodzi 22 kwietnia i 28 sierpnia.

## Osoby o imieniu Wanesa
- Vanessa Carlton – amerykańska piosenkarka i pianistka
- Vanessa da Mata – brazylijska piosenkarka
- Vanessa Hinz – niemiecka biathlonistka
- Vanessa Hudgens – amerykańska aktorka i piosenkarka
- Vanessa Machnicka – polska judoczka
- Vanessa Paradis – francuska piosenkarka
- Vanessa Redgrave – angielska aktorka
- Vanessa Villela – meksykańska aktorka i modelka
- Vanessa Williams – amerykańska piosenkarka
- Vanessa-Mae – brytyjska skrzypaczka i narciarka alpejska
- Wanesa Kaładzinska – białoruska zapaśniczka.